# 伊藤条太
伊藤 条太（いとう じょうた、1964年〈昭和39年〉1月2日 - ）は日本の卓球コラムニスト。仙台市在住。

## 来歴
1964年（昭和39年） 岩手県胆沢郡胆沢町（現・奥州市胆沢）に生まれる。1979年（昭和54年）胆沢町立小山中学校卒業。
1982年（昭和57年）岩手県立水沢高等学校卒業。1986年（昭和61年）東北大学工学部卒業。
1989年（平成元年）東北大学大学院工学研究科応用物理学専攻修士課程修了、ソニー株式会社に入社。2004年1月号から卓球王国の連載開始。2017年（平成30年）ソニー株式会社を退職。

## 出演歴
- TBSラジオ『安住紳一郎の日曜天国』2015年05月31日[4]